# Un lugar en el mundo (serie de televisión)
Un lugar en el mundo fue una serie de televisión, estrenada por Antena 3 en 2003. La serie constaba de trece episodios, de los que sólo llegaron a emitirse cinco por baja audiencia. Finalmente en 2004 fueron repuestos los 5 capítulos ya emitidos en Antena 3 y se emitieron los 8 capítulos que faltaban todos ellos en el canal de televisión Neox, tras ser emitidos los 13 capítulos en Neox el proyecto fue cancelado.

## Argumento
Julio es un neurólogo de prestigio que, tras la muerte de su hijo, decide dejarlo todo para instalarse en un pequeño pueblo y abrir un hotel rural. En el pueblo, inicialmente, se instala en casa de Ana, mujer separada que vive con su hijo y que se ve obligada por las circunstancias económicas a alquilar habitaciones.

## Reparto
- Ginés García Millán ...  Julio
- Marta Belaustegui ...  Ana
- Alicia Borrachero ...  Berta
- Carmen Rossi ...  Asun
- Txema Blasco ...  Antón
- Juan Fernández ...  Eduardo
- Lara de Miguel ...  Gema
- Félix Gómez ...  Carmelo
- Christian Brunet ...  Mario
- Gara Muñoz ...  Ana
- Eduardo García ... Javi
- Nathalie Poza ...  Silvia
- Paco Sagárzazu ...  Domingo
- Jorge Monje
- Alberto Ferreiro

## Capítulos
- 1 	   La llegada: 18'3% y 2.964.000 espectadores
- 2 	   Tiempo de amistad: 13'9% y 2.255.000 espectadores
- 3 	   Somos novios: 16'8% y 2.484.000 espectadores
- 4 	   Problemas de pareja: 15'5% y 2.393.000 espectadores
- 5 	   Segunda oportunidad: 15'6% y 2.442.000 espectadores (cancelada)
- 6 	   La huida
- 7 	   Dos estrellas
- 8 	   De principio a fin
- 9 	   Temporada Alta
- 10 	   Un pequeño secreto
- 11 	   Vuelta a empezar
- 12 	   El Regreso
- 13	   El Final

- Los episodios 6-13 no fueron emitidos por Antena3 debido a la cancelación por bajas audiencias de la serie. Por el contrario si fueron emitidos posteriormente en 2003 los 13 capítulos en el canal de pago AXN (España).
- En 2004 los episodios 1 a 5 fueron repuestos por Neox y a continuación también en Neox se emitieron por primera vez y única vez hasta ahora los capítulos 6 a 13.
- Actualmente se encuentran colgados en la web de atresplayer los 13 capítulos integros pero para poder visualizarlos hay que ser cliente premium es decir pagando... se rumorea que la repondrán en la tdt en 2016 o 2017 en Atreseries HD.